# Johann Sebastiani
Johann Sebastiani (Weimar, 30 settembre 1622 – Königsberg, 1683) è stato un musicista e compositore tedesco.

## Biografia
Formatosi alla scuola di Heinrich Schütz, si recò per studio in Italia, dove certamente italianizzò il suo cognome. Al suo rientro si stabilì a Königsberg, dove passò il resto della sua vita e dove morì nel 1683.
Nel 1661 divenne Cantore della Cattedrale e nel 1663 Maestro di Cappella della chiesa di Corte.

## Opere
Di importanti non ce ne sono giunte molte. Oltre a un gran numero di composizioni di circostanza, lasciò due libri di lieder:
- Erster Theil der Parnass-Blumen, oder Geist-und Weltlicher Lieder ... Parte Prima. 60 lieder, 1672.
- Parte Seconda. 67 lieder, 1675.
- Composizioni liturgiche varie.
- La sua fama è però legata ad una "Passione secondo S. Matteo", 1672, dedicata all'Elettore del Brandeburgo, in cui si avverte l'eredità stilistica e l'influenza di Schütz. Tuttavia Sebastiani introdusse delle innovazioni, consistenti in corali protestanti di ispirazione contemplativa: Das Leyden und Sterben unsers Herrn und Heylandes J. Christus, in eine recitirende Harmonie von 5 singenden und 6 spielenden Stimmen, nebst dem Basso continuo gesetzt.

Si ritroverà traccia di tale innovazione più tardi, proprio nella "Passione secondo S. Matteo" di Johann Sebastian Bach.

## Discografia
- Matthäus Passion, registrata nel 1995 da  Ricercar Consort, sotto la direzione artistica del musicologo Jérome Lejeune.